# Milan Bandić
Milan Bandić, hrvaški politik, * 22. november, 1955 Grude, LR Bosna in Hercegovina, SFRJ, † 28. februar 2021, Zagreb, Hrvaška
Bandić je bil župan Zagreba skoraj neprekinjeno od leta 2000 do 2021, razen v času od odstopa leta 2002 do volitev leta 2005. Prav tako je bil več mesecev po aretaciji zaradi korupcijskega škandala izključen iz izvajanja svojih pooblastil in dolžnosti. Med Bandićevim večplastnim udejstvovanjem v politiki je bil najbolj opaženo njegovo županovanje v Zagrebu, ki je sledilo prvemu postsocialističnemu obdobju vladavine Hrvaške demokratične skupnosti (HDZ) (1990–2000) in poslabšalo številne obstoječe prehodne težave v mestu.
Ko je Bandić dejansko zapustil urbanistično načrtovanje, so Zagrebško obzorje spremenile nove stolpnice. Notranji deli mesta so trpeli zaradi prekomerne gradnje, torej pregoste gradnje, ki je ni bilo mogoče vzdrževati s tržnim povpraševanjem in infrastrukturo ter je zmanjšalo količino zelenja in odprtih naravnih površin v mestu. Na predmestja je vplivala gradnja brez dovoljenja (vključno z luksuznimi stanovanji) na nekdaj zelenih površinah; Bandić je sam hišo zgradil nezakonito in si prizadeval za legalizacijo deset tisoč nezakonitih stanovanjskih enot. Nejasen in pogosto spremenjen splošni urbanistični načrt (GUP) Bandićeve administracije je privedel do gradnje nevzdržne količine preveč gostih luksuznih stanovanj, realiziranih pa je bilo le nekaj projektov socialnih stanovanj. Mestna in zasebna stanovanjska naselja je zaznamovalo slabo načrtovanje, ki je povzročilo pomanjkanje storitev in prostorov. Ob koncu Bandićevega županovanja je Zagreb leta 2020 utrpel uničujoč potres. Učinke potresa je zaostrila pandemija COVID-19, poplava in močnejši, vendar bolj oddaljen potres. Bandićevo ravnanje s temi dogodki je bilo kritizirano in se je zgodilo sočasno z razpadom s takratnim koalicijskim partnerjem HDZ. 
Bandić, rojen v hercegovskem mestu Grude, se je preselil v Zagreb, kjer je študiral za učitelja marksizma in obrambe ter zaščite na zagrebški univerzi. Od začetka osemdesetih let se je povzpel med člane Zveze komunistov Hrvaške in njene naslednice po letu 1990, Socialdemokratske stranke (SDP), ki je leta 1995 postal mestni svetnik in leta 1997 predsednik zagrebške podružnice SDP. v zagrebški krizi 1995–97 vodil opozicijo proti vsiljeni upravi HDZ pod vodstvom županje Marine Matulović Dropulić. Zaradi izrednih volitev leta 2000 je Bandić po padcu nacionalne vlade HDZ kandidiral za župana s SDP in z 20% glasov osvojil pluralnost. Nadaljeval je še pet mandatov. Leta 2010 je bil izključen iz SDP-a, ker je kandidiral za hrvaškega predsednika na volitvah 2009–10, kjer je kandidiral proti drugemu krogu in izgubil proti SDP-ovemu izbranemu kandidatu Ivu Josipoviću. Leta 2015 je ustanovil novo stranko Bandić Milan 365 - Stranka dela in solidarnosti ter vstopil v koalicijo z HDZ. Njegovo županovanje je bilo polno škandalov in dvakrat prekinjeno. Prvič je bil od leta 2002 do 2005, ko je bil ujet med pobegom s kraja nesreče, ki jo je povzročil med vožnjo v pijanem stanju in grozil policistu, ki ga je ujel; odstopil je in obdržal funkcijo podžupana za socialne storitve pod vršilko dolžnosti župana Vlaste Pavić. Drugič je bil v letih 2014–15 zaradi pregona v aferi Agram, ki je v času njegove smrti še trajalo. Bandić je ves čas dogodkov ostal župan, vendar mu je bilo začasno prepovedano opravljati svoje županske naloge in pooblastila, Sandra Švaljek in kasneje Vesno Kusin pa je pred polnim prevzemom svojih dolžnosti imenovala za vršilko dolžnosti. Nekateri škandali so privedli do obsodb visokih mestnih funkcionarjev, sam Bandić pa ni bil nikoli obsojen zaradi kaznivega dejanja, čeprav je bil kaznovan zaradi navzkrižja interesov.  
Bandić je mestu vladal neposredno in zelo centralizirano, tako da je le malo ali nič pooblastil izvoljene uradnike pod seboj in ohranil velik nadzor nad mestom v obdobjih, ko ni bil na položaju. Njegova politika je bila populistična, v glavnem je iskala podporo revnih, medtem ko je skušal pritegniti ostale državljane z napovedjo številnih kapitalskih infrastrukturnih projektov. Nekaj projektov je bilo uresničenih sredi 2000-ih let, kot so obnova jezera Bundek, gradnja Arene Zagreb in razširitev avenije Zagreb, pa tudi težko pričakovana gradnja podvoza pod krožiščem Remetinec konec leta 2010. Veliko več jih je bilo večkrat napovedanih, vendar nikoli dokončanih, npr. rekonstrukcija žičnice Sljeme, zdravilišča v Blatu, dokončanje težko pričakovane univerzitetne bolnišnice Blato, kongresnega centra, in rekonstrukcija stadiona Maksimir. Javni prevoz se ni izboljšal po obnovi tramvajskega voznega parka. V Bandićevi dobi je kljub številnim napovedim o širitvi tramvajske mreže minilo dvajset let brez primere brez gradnje novih tramvajskih prog.
Bandić je umrl februarja 2021 zaradi srčnega infarkta dva meseca pred rednimi lokalnimi volitvami, in sicer na položaju 17 let in 165 dni. V vlogi župana in predsednika BM 365 ga je nasledila njegova namestnica, zdaj vršilka dolžnosti, Jelena Pavičić Vukičević. Njegova zapuščina je ostala sporna zaradi številnih škandalov nepotizma in klientelizma - v katere so bili vpleteni številni njegovi sodelavci, vključno z naslednikom Pavičićem Vukičevićem - proračunski primanjkljaj in kmalu dozorele obveznice ter počasno in drago okrevanje po močnem potresu leta 2020. Med županovanjem je bil Bandić odlikovan z več častmi, vključno s častnim državljanstvom Srebrenice v Bosni in Hercegovini in članstvom v bratovščini hrvaških zmajev.